# 1954年6月30日の日食

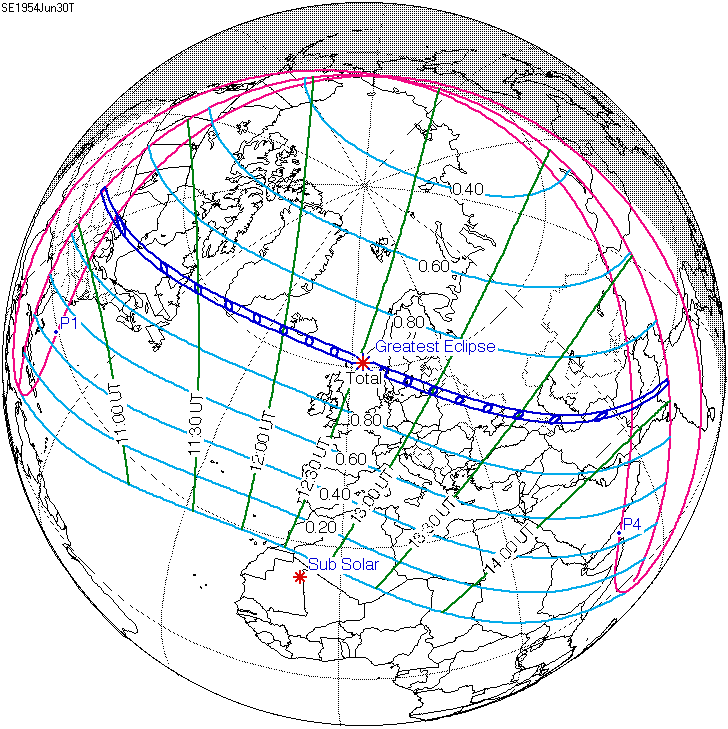

月の影が覆った地域の動画

1954年6月30日の日食は、1954年6月30日に観測された日食である。アメリカ、カナダ、グリーンランド、アイスランド、フェロー諸島、イギリス、ノルウェー、スウェーデン、ソ連、ポーランド、イラン、アフガニスタン、パキスタン、インドで皆既日食が観測され、ヨーロッパ全部、アジア中西部及び以上の地域の周辺の一部で部分日食が観測された。

## 通過した地域
皆既帯が通過した、皆既日食が見えた地域はアメリカのネブラスカ州北部からミシガン州北西部の地域、カナダ南東部、デンマーク王国領グリーンランド南部、アイスランドの南アイスランド南端の小さい部分、フェロー諸島のほとんど、イギリスのスコットランド最北端のシェトランド諸島北部、ノルウェー南部、スウェーデン南部、ソ連南西部（現在のラトビア南西端、ロシアの飛び地カリーニングラード州中西部、リトアニア、ベラルーシ、ウクライナ、ロシアのヨーロッパ部分南部、ジョージア北東部、アゼルバイジャン北部、トルクメニスタン南西端の小さい部分）、ポーランド人民共和国北東端、パフラヴィー朝統治下のイランの北部、アフガニスタン南西部、パキスタン、インドのラージャスターン州北西部だった。また、ヨーロッパ最高峰エルブルス山は皆既帯の南縁にあり、北東部で皆既日食が見えた。
また、皆既日食が見えなくても、部分日食が見えた地域は北部アメリカのほとんど（アラスカ準州（現在アメリカのアラスカ州）南部、カナダ南西端沿岸のごく小さい部分、アメリカ南西部を除く）、ユカタン半島北部、大アンティル諸島、ヨーロッパ全部、北アフリカのほとんど（南西部を除く）、フランス領西アフリカ北東部（現在のニジェール北東部）、フランス領赤道アフリカ北部（現在のチャド北部）、東アフリカ北部、西アジア、西パキスタン（現在のパキスタン全国）、ネパール、インドのほとんど（東部を除く）、中国西部、モンゴル人民共和国中西部、ソ連のほとんど（太平洋沿岸を除く）だった。ソ連北東端の白夜のある一部の地域では、深夜0時をまたいで6月30日から7月1日まで部分日食が見えた。

## 観測
イギリスでは、全国唯一皆既帯が通過した地域はスコットランド最北端のシェトランド諸島北部だった。しかし、日食中雲に覆われ、局地で小雨が降り、皆既日食が見えなかった。世界各地からの約400人の科学者はスウェーデンで皆既日食を観測した。ソ連のキエフ大学天文学部はキエフ（現在のウクライナ首都）で観測活動を行い、コロナの写真を撮った。また、シュテルンベルク天文研究所はスタヴロポリ地方のネヴィンノムイスク（現在のロシアにある）で皆既日食を観測した。